# Thornton (Teksas)
Thornton – miasto w Stanach Zjednoczonych, w stanie Teksas, w hrabstwie Limestone.